# Josif Iremašvili
Josif Iremašvili (rusky Иосиф Иремашвили, gruzínsky იოსებ ირემაშვილი, 6. ledna 1878, Gori, Ruské impérium – 14. října 1944, Berlín, Třetí Říše) byl člen frakce menševiků a Stalinův přítel z mládí. Roku 1932 napsal monografii Stalin a gruzínská tragédie popisující Stalinovo mládí.

## Životopis
Jak Stalin, tak i Iremašvili se narodil v Gori a navštěvoval stejnou místní církevní školu. Později oba společně studovali teologický seminář v Tiflisu. Oba se také stali členy Ruské sociálně demokratické dělnické strany, po jejím rozkolu roku 1903 však šel každý jinou cestou. Iremašvili se stal menševikem, zatímco Stalin se stal věrným člověkem Lenina.
Do roku 1917 pracoval jako učitel v Tbilisi. Učil dokonce i Stalinova syna Jakova. Po vzniku Gruzínské demokratické republiky získal křeslo v ústavodárném shromáždění. V roce 1921 napadla tuto republiku Rudá armáda, což byl konec její tříleté nezávislosti.
Iremašvili, tak jako mnoho jiných menševiků, byl uvězněn v Metechi, jeho sestra však nakonec přemluvila Stalina k jeho propuštění. Po propuštění se usadil v Německu, kde volal po obnově a nezávislosti Gruzie až do své smrti roku 1944.

## Publikace
V roce 1932 publikoval Iremašvili v němčině Stalinův životopis Stalin a gruzínská tragédie. V této knize popisuje vývoj Stalinových myšlenek, v jejichž formování měl velký vliv svým brutálním chováním Stalinův otec Vissarion Džugašvili.
Iremašvili také píše, že mladého Stalina vyhodili ze studia kněžského semináře ne za propagaci marxismu jak Stalin tvrdil, ale za absolutní nezájem k pravoslaví.
Tvrdí také, že Stalinovi rodiče byli Oseti, což mělo vysvětlovat Stalinovu nekompromisní politiku vůči Gruzii a brutalitu při srpnovém povstání roku 1920.

## Stalin - agent Ochranky?
Iremašvili byl do smrti přesvědčen, že Stalin byl agentem carské policie Ochranky, kde měl mít krycí jméno Vasilij, které pak použil na svého syna. Iremašviliho argumentem byla velká čistka, v níž Stalin zlikvidoval mnoho starých bolševiků.
Archiv policie však byl v roce 1919 zničen a když roku 1953 Stalin zemřel, odmítl Nikita Chruščov vyšetření o Stalinově minulosti, na Stalinovo členství v Ochrance tak nejsou důkazy.